# Meijin 1963
Il Meijin 1963 è stata la seconda edizione del torneo goistico giapponese Meijin.

## Qualificazioni

### Torneo 1
|  | Quarti di finale  | Quarti di finale  | Quarti di finale |               |                | Semifinali     | Semifinali | Semifinali |  |  | Finale | Finale | Finale |  |
|  |                   |                   |                  |               |                |                |            |            |  |  |        |        |        |  |
|  | Naoki Miyamoto    | Naoki Miyamoto    | 1                |               |                |                |            |            |  |  |        |        |        |  |
|  | Naoki Miyamoto    | Naoki Miyamoto    | 1                |               |                |                |            |            |  |  |        |        |        |  |
|  | Shokichi Watanabe | Shokichi Watanabe | 0                |               |                |                |            |            |  |  |        |        |        |  |
|  | Shokichi Watanabe | Shokichi Watanabe | 0                |               | Naoki Miyamoto | Naoki Miyamoto | 1          |            |  |  |        |        |        |  |
|  |                   |                   |                  |               | Naoki Miyamoto | Naoki Miyamoto | 1          |            |  |  |        |        |        |  |
|  |                   |                   | Goro Suzuki      | Goro Suzuki   | 0              |                |            |            |  |  |        |        |        |  |
|  | Goro Suzuki       | Goro Suzuki       | Goro Suzuki      | Goro Suzuki   | 0              | 1              |            |            |  |  |        |        |        |  |
|  | Goro Suzuki       | Goro Suzuki       |                  |               |                |                |            |            |  |  |        |        |        |  |
|  | Shuzo Ohira       | Shuzo Ohira       | 0                |               |                |                |            |            |  |  |        |        |        |  |
|  | Shuzo Ohira       | Shuzo Ohira       | 0                |               | Naoki Miyamoto | Naoki Miyamoto | 1          |            |  |  |        |        |        |  |
|  |                   |                   |                  |               |                |                |            |            |  |  |        |        |        |  |
|  |                   |                   | Kazuo Mukai      | Kazuo Mukai   | 0              |                |            |            |  |  |        |        |        |  |
|  | Shuchi Kubouchi   | Shuchi Kubouchi   | Kazuo Mukai      | Kazuo Mukai   | 0              | 0              |            |            |  |  |        |        |        |  |
|  | Shuchi Kubouchi   | Shuchi Kubouchi   |                  |               |                |                |            |            |  |  |        |        |        |  |
|  | Kazuo Mukai       | Kazuo Mukai       | 1                |               |                |                |            |            |  |  |        |        |        |  |
|  | Kazuo Mukai       | Kazuo Mukai       | 1                |               | Kazuo Mukai    | Kazuo Mukai    | 1          |            |  |  |        |        |        |  |
|  |                   |                   |                  |               | Kazuo Mukai    | Kazuo Mukai    | 1          |            |  |  |        |        |        |  |
|  |                   |                   | Nobuaki Maeda    | Nobuaki Maeda | 0              |                |            |            |  |  |        |        |        |  |
|  | Yusuke Oeda       | Yusuke Oeda       | Nobuaki Maeda    | Nobuaki Maeda | 0              | 0              |            |            |  |  |        |        |        |  |
|  | Yusuke Oeda       | Yusuke Oeda       |                  |               |                |                |            |            |  |  |        |        |        |  |
|  | Nobuaki Maeda     | Nobuaki Maeda     | 1                |               |                |                |            |            |  |  |        |        |        |  |

### Torneo 2
|  | Quarti di finale | Quarti di finale | Quarti di finale |                |              | Semifinali   | Semifinali | Semifinali |  |  | Finale | Finale | Finale |  |
|  |                  |                  |                  |                |              |              |            |            |  |  |        |        |        |  |
|  | Shin Tainaka     | Shin Tainaka     | 1                |                |              |              |            |            |  |  |        |        |        |  |
|  | Shin Tainaka     | Shin Tainaka     | 1                |                |              |              |            |            |  |  |        |        |        |  |
|  | Shinji Nakagawa  | Shinji Nakagawa  | 0                |                |              |              |            |            |  |  |        |        |        |  |
|  | Shinji Nakagawa  | Shinji Nakagawa  | 0                |                | Shin Tainaka | Shin Tainaka | 0          |            |  |  |        |        |        |  |
|  |                  |                  |                  |                | Shin Tainaka | Shin Tainaka | 0          |            |  |  |        |        |        |  |
|  |                  |                  | Hisashi Seo      | Hisashi Seo    | 1            |              |            |            |  |  |        |        |        |  |
|  | Hisashi Seo      | Hisashi Seo      | Hisashi Seo      | Hisashi Seo    | 1            | 1            |            |            |  |  |        |        |        |  |
|  | Hisashi Seo      | Hisashi Seo      |                  |                |              |              |            |            |  |  |        |        |        |  |
|  | Reiki Magari     | Reiki Magari     | 0                |                |              |              |            |            |  |  |        |        |        |  |
|  | Reiki Magari     | Reiki Magari     | 0                |                | Hisashi Seo  | Hisashi Seo  | 0          |            |  |  |        |        |        |  |
|  |                  |                  |                  |                |              |              |            |            |  |  |        |        |        |  |
|  |                  |                  | Etsuo Suzuki     | Etsuo Suzuki   | 1            |              |            |            |  |  |        |        |        |  |
|  | Etsuo Suzuki     | Etsuo Suzuki     | Etsuo Suzuki     | Etsuo Suzuki   | 1            | 1            |            |            |  |  |        |        |        |  |
|  | Etsuo Suzuki     | Etsuo Suzuki     |                  |                |              |              |            |            |  |  |        |        |        |  |
|  | Tsunehiro Sumino | Tsunehiro Sumino | 0                |                |              |              |            |            |  |  |        |        |        |  |
|  | Tsunehiro Sumino | Tsunehiro Sumino | 0                |                | Etsuo Suzuki | Etsuo Suzuki | 1          |            |  |  |        |        |        |  |
|  |                  |                  |                  |                | Etsuo Suzuki | Etsuo Suzuki | 1          |            |  |  |        |        |        |  |
|  |                  |                  | Toshiro Yamabe   | Toshiro Yamabe | 0            |              |            |            |  |  |        |        |        |  |
|  | Yutaro Nakamura  | Yutaro Nakamura  | Toshiro Yamabe   | Toshiro Yamabe | 0            | 0            |            |            |  |  |        |        |        |  |
|  | Yutaro Nakamura  | Yutaro Nakamura  |                  |                |              |              |            |            |  |  |        |        |        |  |
|  | Toshiro Yamabe   | Toshiro Yamabe   | 1                |                |              |              |            |            |  |  |        |        |        |  |

### Torneo 3
|  | Quarti di finale | Quarti di finale | Quarti di finale |                 |               | Semifinali    | Semifinali | Semifinali |  |  | Finale | Finale | Finale |  |
|  |                  |                  |                  |                 |               |               |            |            |  |  |        |        |        |  |
|  | Sunao Sato       | Sunao Sato       | 0                |                 |               |               |            |            |  |  |        |        |        |  |
|  | Sunao Sato       | Sunao Sato       | 0                |                 |               |               |            |            |  |  |        |        |        |  |
|  | Masao Isogawa    | Masao Isogawa    | 1                |                 |               |               |            |            |  |  |        |        |        |  |
|  | Masao Isogawa    | Masao Isogawa    | 1                |                 | Masao Isogawa | Masao Isogawa | 1          |            |  |  |        |        |        |  |
|  |                  |                  |                  |                 | Masao Isogawa | Masao Isogawa | 1          |            |  |  |        |        |        |  |
|  |                  |                  | Senjin Hosokawa  | Senjin Hosokawa | 0             |               |            |            |  |  |        |        |        |  |
|  | Yoshinori Kano   | Yoshinori Kano   | Senjin Hosokawa  | Senjin Hosokawa | 0             | 0             |            |            |  |  |        |        |        |  |
|  | Yoshinori Kano   | Yoshinori Kano   |                  |                 |               |               |            |            |  |  |        |        |        |  |
|  | Senjin Hosokawa  | Senjin Hosokawa  | 1                |                 |               |               |            |            |  |  |        |        |        |  |
|  | Senjin Hosokawa  | Senjin Hosokawa  | 1                |                 | Masao Isogawa | Masao Isogawa | 0          |            |  |  |        |        |        |  |
|  |                  |                  |                  |                 |               |               |            |            |  |  |        |        |        |  |
|  |                  |                  | Yutaro Hayashi   | Yutaro Hayashi  | 1             |               |            |            |  |  |        |        |        |  |
|  | Ichigen Okubo    | Ichigen Okubo    | Yutaro Hayashi   | Yutaro Hayashi  | 1             | 1             |            |            |  |  |        |        |        |  |
|  | Ichigen Okubo    | Ichigen Okubo    |                  |                 |               |               |            |            |  |  |        |        |        |  |
|  | Toshio Sekiyama  | Toshio Sekiyama  | 0                |                 |               |               |            |            |  |  |        |        |        |  |
|  | Toshio Sekiyama  | Toshio Sekiyama  | 0                |                 | Ichigen Okubo | Ichigen Okubo | 0          |            |  |  |        |        |        |  |
|  |                  |                  |                  |                 | Ichigen Okubo | Ichigen Okubo | 0          |            |  |  |        |        |        |  |
|  |                  |                  | Yutaro Hayashi   | Yutaro Hayashi  | 1             |               |            |            |  |  |        |        |        |  |
|  | Yutaro Hayashi   | Yutaro Hayashi   | Yutaro Hayashi   | Yutaro Hayashi  | 1             | 1             |            |            |  |  |        |        |        |  |
|  | Yutaro Hayashi   | Yutaro Hayashi   |                  |                 |               |               |            |            |  |  |        |        |        |  |
|  | Katsuji Kada     | Katsuji Kada     | 0                |                 |               |               |            |            |  |  |        |        |        |  |

## Torneo
- W indica vittoria col bianco
- B indica vittoria col nero
- X indica la sconfitta
- +R indica che la partita si è conclusa per abbandono
- +N indica lo scarto dei punti a fine partita
- +? indica una vittoria con scarto sconosciuto
- V indica una vittoria in cui non si conosce scarto e colore del giocatore

| Giocatore       | G.S. | E.S. | S.H. | M.K. | D.H. | H.F. | N.M. | Y.H. | E.S. | Risultato | Note                    |
| --------------- | ---- | ---- | ---- | ---- | ---- | ---- | ---- | ---- | ---- | --------- | ----------------------- |
| Go Seigen       | –    | X    | W+R  | X    | B+R  | B+R  | X    | W+6  | B+R  | 5-3       |                         |
| Eio Sakata      | B+R  | –    | W+13 | W+11 | B+R  | X    | W+2  | W+3  | B+R  | 7-1       | Qualificato alla finale |
| Shoji Hashimoto | X    | X    | –    | X    | B+3  | X    | V    | V    | V    | 4-4       |                         |
| Minoru Kitani   | W+2  | X    | B+R  | –    | X    | X    | X    | B+10 | W+R  | 4-4       |                         |
| Dogen Handa     | X    | X    | X    | B+2  | –    | B+?  | X    | X    | B+R  | 3-5       | Retrocesso              |
| Hosai Fujisawa  | X    | W+12 | B+R  | B+R  | X    | –    | X    | B+6  | W+?  | 5-3       |                         |
| Naoki Miyamoto  | B+?  | X    | X    | W+1  | B+?  | W+34 | –    | X    | V    | 5-3       |                         |
| Yutaro Hayashi  | X    | X    | X    | X    | W+R  | X    | B+4  | –    | 2-6  |           | Retrocesso              |
| Etsuo Suzuki    | X    | X    | X    | X    | X    | X    | X    | –    | B+R  | 1-7       | Retrocesso              |

## Finale
La finale è stata una sfida al meglio delle sette partite.